# Minami Takayama
Minami Takayama (jap. 高山 みなみ Takayama Minami; właściwie Izumi Arai (jap. 新井 泉 Arai Izumi), ur. 5 maja 1964) – japońska seiyū oraz piosenkarka. Dawniej związana z Himawari Theatre Group. Obecnie 81 Produce. Jej mężem był japoński rysownik mang Gōshō Aoyama. W 2007 roku wzięli rozwód. Wśród ról głosowych najbardziej jest znana jako Conan Edogawa, Yaiba, Kiki oraz Muminek.

## Filmografia
- 1988: Mały lord' jako Roi
- 1989: Ranma ½ jako Nabiki Tendo
- 1989: Podniebna poczta Kiki jako Kiki
- 1990: Muminki jako Muminek
- 1991: Tajemniczy ogród jako Collin
- 1993-1994: Yaiba – legendarny samuraj jako Yaiba Kurogane
- 1995: Skarbczyk najpiękniejszych bajek jako Pinokio
- 1996: The Vision of Escaflowne jako Dilandau Albatou
- 1997: Detektyw Conan: Architekt zniszczenia jako Conan Edogawa
- 1997: Pokémon jako Hiroshi
- 1998: Detective Conan: The Fourteenth Target jako Conan Edogawa
- 1999: Detective Conan: The Last Wizard of the Century jako Conan Edogawa
- 2000: Detective Conan: Captured in Her Eyes jako Conan Edogawa
- 2001: Król szamanów jako Hao Asakura
- 2001: Detective Conan: Countdown to Heaven jako Conan Edogawa
- 2002: Detective Conan: The Phantom of Baker Street jako Conan Edogawa
- 2003: Detective Conan: Crossroad in the Ancient Capital jako Conan Edogawa
- 2004: Detective Conan: Magician of the Silver Sky jako Conan Edogawa
- 2005: Detective Conan: Strategy Above the Depths jako Conan Edogawa
- 2006: Detective Conan: The Private Eyes’ Requiem jako Conan Edogawa
- 2007: Detective Conan: Jolly Roger in the Deep Azure jako Conan Edogawa
- 2007: Majin Tantei Nōgami Neuro jako Aya Asia
- 2008: Detective Conan: Full Score of Fear jako Conan Edogawa
- 2009: Lupin III vs Detective Conan jako Conan Edogawa
- 2009: Detective Conan: The Raven Chaser jako Conan Edogawa
- 2010: Detective Conan: The Lost Ship in the Sky jako Conan Edogawa
- 2010: HeartCatch Pretty Cure! jako Dark Pretty Cure
- 2011: Detective Conan: Quarter of Silence jako Conan Edogawa
- 2012: Detective Conan: The Eleventh Striker jako Conan Edogawa
- 2013: Detective Conan: Private Eye in the Distant Sea jako Conan Edogawa
- 2014: Detective Conan: Dimensional Sniper jako Conan Edogawa
- 2016: Boku dake ga inai machi jako Sachiko Fujinuma

## Nagrody
- 1989: Najlepsza postać żeńska: Kiki w anime Podniebna poczta Kiki – Animage
- 2011: Piąta edycja Seiyū Awards